# Śmierć na pięć
Śmierć na pięć – utwór zespołu Republika. Ostatni nagrany przez Grzegorza Ciechowskiego, przed jego śmiercią w grudniu 2001 roku. Ukazał się na albumie Ostatnia płyta.
Teledysk, a właściwie krótki film animowany do piosenki „Śmierć na pięć” jest autorstwa Mariusza Wilczyńskiego. Autor animacji pracował nad tym filmem od połowy października 2001, a ukończył go w marcu 2002, już po śmierci Ciechowskiego. W początkowym zamyśle miał to być tylko fragment większego, około 30 minutowego filmu animowanego, do którego Ciechowski i Wilczyński się przymierzali, ale nagła śmierć lidera Republiki zniweczyła te plany. Animator wymyślił i dorysował nową pointę. W 2007 roku film „Śmierć na pięć” pokazywany był w ramach retrospektywnych pokazów animacji Mariusza Wilczyńskiego w najbardziej prestiżowych muzeach i galeriach świata (np. The Museum of Modern Art w Nowym Jorku czy The National Gallery w Londynie), a w 2008 został umieszczony w „Antologii Polskiej Animacji Eksperymentalnej” wydanej na DVD przez Polskie Wydawnictwa Audiowizualne.
Cover tego utworu nagrał zespół Firenze. Został on zamieszczony w tribute albumie wydanym w 2018 r. pod tytułem RE[punk}BLIKA. Nieustanne pogo.